# Mario Maffei
Mario Maffei (Viareggio, 7 aprile 1918 – Roma, 10 marzo 2001) è stato un regista, sceneggiatore e attore italiano.

## Biografia
Maffei lavora come aiuto regista per un periodo di 55 anni tra il 1936 e il 1991. Esordisce nel cinema nel film Pioggia d'estate diretto da Mario Monicelli. 
Nel corso della seconda guerra mondiale si occupa prevalentemente di cinema documentario, tornando poi all'attività di fiction al termine, esordendo come attore nel 1947, con la partecipazione ai film Tombolo, paradiso nero, e Le avventure di Pinocchio.
Tra il 1963 e il 1969 ha svolto il ruolo di regista in tre lungometraggi e in una serie di cortometraggi. Il suo primo film è stato un adattamento dal romanzo I promessi sposi di Alessandro Manzoni, nel 1964. Citato in alcune circostanze come produttore esecutivo, ha ricoperto questo ruolo prevalentemente negli anni '60. Il risultato più ragguardevole nella sua carriera di produttore è stato il film documentario Mondo cane 2.

## Filmografia parziale

### Regista e sceneggiatore
- I promessi sposi (1964)
- La grande notte di Ringo (1966)
- Da Berlino l'apocalisse (1967)
- Il triangolo rosso (1968) - serie TV

### Sceneggiatore
- Un flauto in paradiso, regia di Vincenzo Gamna (1958)
- Black Jack, regia di Gianfranco Baldanello e Moez Majali (1968)

### Produttore
- Mondo cane 2, regia di Gualtiero Jacopetti e Franco E. Prosperi (1963)

### Attore
- Tombolo, paradiso nero, regia di Giorgio Ferroni (1947)
- Le avventure di Pinocchio, regia di Giannetto Guardone (1947)
- Upperseven, l'uomo da uccidere, regia di Alberto De Martino (1966)
- Il delitto Matteotti, regia di Florestano Vancini (1973)
- Un borghese piccolo piccolo, regia di Mario Monicelli (1977)
- I soliti ignoti vent'anni dopo, regia di Amanzio Todini (1985)
- Rossini! Rossini!, regia di Mario Monicelli (1991)